# Elezioni legislative in Francia del 2022
Le elezioni legislative in Francia del 2022 si sono tenute il 12 giugno per il primo turno di votazione; il secondo turno ha avuto luogo il 19 giugno.
Le elezioni si sono svolte dopo la conferma del Presidente della Repubblica Emmanuel Macron al ballottaggio delle elezioni presidenziali svoltesi in aprile.

## Sistema elettorale
Il sistema elettorale francese è uninominale maggioritario a doppio turno. La popolazione francese viene divisa in 577 collegi uninominali, su base territoriale. Il candidato che vince il primo turno viene eletto deputato se ottiene la maggioranza assoluta dei voti, purché sia pari ad almeno il 25% degli elettori iscritti alle liste del collegio.
Altrimenti, accedono al secondo turno i primi due classificati e comunque tutti quelli che hanno ottenuto il 12,5% degli elettori iscritti alle liste del collegio. Quindi è possibile un ballottaggio a tre o a quattro candidati, chiamati rispettivamente “triangolari” e “quadrangolari” in gergo mediatico e politico francese. 
L'affluenza è, dunque, importante: Quando è alta, c'è maggiore probabilità di ballottaggi a tre o a quattro. Se invece è bassa, la soglia del 12,5% si alza sempre più e i triangolari sono più difficili.
Chi vince il secondo turno viene eletto deputato. In caso di parità, vince il candidato più anziano.

## Risultati
| Liste                                                | Primo turno | Primo turno | Primo turno | Secondo turno | Secondo turno | Secondo turno | Totale seggi |
| Liste                                                | Voti        | %           | Seggi       | Voti          | %             | Seggi         | Totale seggi |
| ---------------------------------------------------- | ----------- | ----------- | ----------- | ------------- | ------------- | ------------- | ------------ |
| Ensemble (ENS)                                       | 5.857.561   | 25,75       | 1           | 8.002.419     | 38,57         | 244           | 245          |
| Nouvelle Union populaire écologique et sociale (NUP) | 5.836.202   | 25,66       | 4           | 6.556.198     | 31,60         | 127           | 131          |
| Rassemblement National (RN)                          | 4.248.626   | 18,68       | -           | 3.589.465     | 17,30         | 89            | 89           |
| I Repubblicani (LR)                                  | 2.370.811   | 10,42       | -           | 1.447.838     | 6,98          | 61            | 61           |
| Reconquête (REC)                                     | 964.868     | 4,24        | -           | -             | -             | -             | -            |
| Divers gauche (DVG)                                  | 713.641     | 3,14        | -           | 443.282       | 2,14          | 22            | 22           |
| Ecologisti (ECO)                                     | 608.179     | 2,67        | -           | -             | -             | -             | -            |
| Divers droite (DVD)                                  | 530.775     | 2,33        | -           | 231.071       | 1,11          | 10            | 10           |
| Regionalisti (REG)                                   | 291.392     | 1,28        | -           | 264.779       | 1,28          | 10            | 10           |
| Divers centre (DVC)                                  | 283.613     | 1,25        | -           | 99.145        | 0,48          | 4             | 4            |
| Divers extrême gauche (DXG)                          | 266.371     | 1,17        | -           | 11.229        | 0,05          | -             | -            |
| Destra sovranista (DSV)                              | 249.610     | 1,10        | -           | 19.306        | 0,09          | 1             | 1            |
| Unione dei Democratici e degli Indipendenti (UDI)    | 198.055     | 0,87        | -           | 64.443        | 0,31          | 3             | 3            |
| Divers (DIV)                                         | 192.630     | 0,85        | -           | 18.295        | 0,09          | 1             | 1            |
| Partito Radicale di Sinistra (RDG)                   | 126.707     | 0,56        | -           | -             | -             | -             | -            |
| Divers extrême droite (DXD)                          | 6.457       | 0,03        | -           | -             | -             | -             | -            |
| Totale dei voti validi                               | 22.745.498  | 97,80       | 5           | 20.747.470    | 92,36         | 572           | 577          |
| Schede bianche                                       | 360.844     | 1,55        |             | 1.235.844     | 5,50          |               |              |
| Schede nulle                                         | 151.166     | 0,65        |             | 480.962       | 2,14          |               |              |
| Totale dei voti                                      | 23.257.508  | 100         |             | 22.464.276    | 100           |               |              |

- La Nouvelle Union populaire écologique et sociale ha dichiarato di aver ottenuto al primo turno il 26,8% dei voti, includendo tuttavia nel conteggio alcuni candidati che hanno concorso in qualità di indipendenti e non di esponenti di tale forza politica[3][4].

## Gruppi parlamentari nell'Assemblea nazionale
| Gruppo                                                        | Composizione           | Membri | Apparentati | Totale |
| ------------------------------------------------------------- | ---------------------- | ------ | ----------- | ------ |
| Renaissance                                                   | LREM - TdP - PR - Agir | 168    | 4           | 172    |
| Rassemblement National                                        | RN                     | 88     | 1           | 89     |
| La France Insoumise                                           | LFI                    | 75     | -           | 75     |
| I Repubblicani                                                | LR                     | 59     | 3           | 62     |
| Democratico (MoDem e indipendenti)                            | MoDem                  | 48     | -           | 48     |
| Socialisti e apparentati                                      | PS                     | 27     | 4           | 31     |
| Horizons e apparentati                                        | Horizons               | 28     | 2           | 30     |
| Ecologista                                                    | EÉLV                   | 23     | -           | 23     |
| Sinistra democratica e repubblicana                           | PCF                    | 22     | -           | 22     |
| Libertà, indipendenti, oltremare e territori                  |                        | 16     | -           | 16     |
| Non iscritti                                                  |                        | 9      | -           | 9      |
| Totale                                                        | Totale                 | Totale | Totale      | 577    |
| Fonte: Journal officiel, 29 giugno 2022 - Assemblea nazionale |                        |        |             |        |

| Riepilogo dei seggi | Riepilogo dei seggi | Riepilogo dei seggi | Riepilogo dei seggi | Riepilogo dei seggi | Riepilogo dei seggi | Riepilogo dei seggi |
| ------------------- | ------------------- | ------------------- | ------------------- | ------------------- | ------------------- | ------------------- |
|                     |                     |                     |                     |                     |                     |                     |
| LFI                 | 75                  |                     |                     | GDR                 | 22                  |                     |
| ECO                 | 23                  |                     |                     | SOC                 | 31                  |                     |
| REN                 | 172                 |                     |                     | DEM                 | 48                  |                     |
| HOR                 | 30                  |                     |                     | LIOT                | 16                  |                     |
| LR                  | 62                  |                     |                     | RN                  | 89                  |                     |
| N-I                 | 9                   |                     |                     |                     |                     |                     |